# Xanthopimpla gampsura
Xanthopimpla gampsura är en stekelart som beskrevs av Krieger 1914. Xanthopimpla gampsura ingår i släktet Xanthopimpla och familjen brokparasitsteklar. Inga underarter finns listade i Catalogue of Life.